# Алкозамок

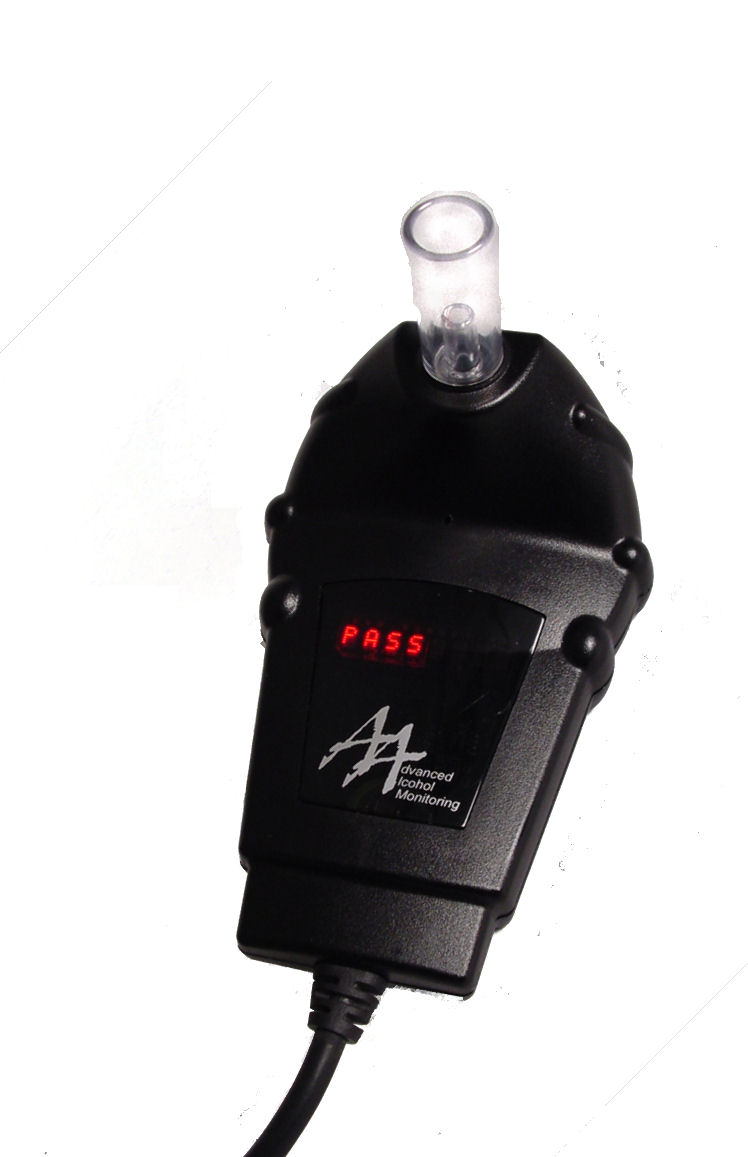
Алкозамок фирмы Guardian Interlock Systems модели AMS2000

Алкозамо́к — прибор, не допускающий запуск двигателя автомобиля без предварительного прохождения проверки состояния водителя через алкотестер. Если концентрация паров этилового спирта в выдыхаемом воздухе окажется выше нормы, двигатель не заведётся. Также алкозамок через неравные промежутки времени требует повторной проверки у водителя во время движения.

## Описание
По сути алкозамок представляет собой алкотестер, встроенный в приборную панель автомобиля и соединённый с его электронной системой. Используется в некоторых странах как альтернатива лишению права управлять транспортными средствами для водителей, которые были пойманы за вождением в состоянии алкогольного опьянения. В этом случае провинившийся водитель должен оплатить установку алкозамка за свой счёт и пользоваться им в течение времени, определённого судом.
Перед пуском двигателя водителю необходимо пройти стандартный тест на алкоголь: выдохнуть воздух в алкотестер. Если алкоголь не обнаружен или его меньше допустимой нормы, двигатель можно завести. Очевидно, что некоторые нетрезвые водители могут попросить кого-либо трезвого (например, пассажира) пройти за него тест на алкоголь, а потом ехать, поэтому алкозамок в течение поездки через случайные непрогнозируемые промежутки времени просит водителя повторить тест. Если водитель отказывается от теста или алкоголь обнаружен во время движения, алкозамок начинает привлекать внимание к автомобилю: мигает наружным освещением, подаёт звуковые сигналы. Вопреки распространённому мнению, в этом случае алкозамок никогда не глушит двигатель, так как это опасно для дорожного движения. В память алкозамка записывается информация о неудачных попытках пройти тест (с указанием количества обнаруженного этанола), об отказе пройти тест, о попытке фальсификации выдоха (например, с помощью воздуха из компрессора).
Отдельные политики Швеции, Японии, Канады и США выступают за обязательную установку алкозамков во все автомобили без исключения.

## В мире

### США
Первые опыты с алкозамками начались в Калифорнии в 1986 году, и к 2013 году законы об их применении были приняты во всех 50 штатах. Установка прибора водителю обходится в 125 долларов, «абонентская плата» составляет 2,2 доллара в день, обычный срок использования — 6—12 месяцев, хотя в отдельных штатах наказание может длиться до 6 лет.

### Россия
В январе 2010 года эксперимент по установке алкозамков на школьные автобусы был проведён в Татарстане, Московской и Ивановской областях. Эксперимент был признан удачным.
В октябре 2012 года в Госдуму был внесён законопроект, по которому предлагалось пьяных водителей лишать свободного управления своим транспортным средством путём установки на их авто алкозамков. Этот законопроект продолжал обсуждаться в декабре 2013 года, но дальнейшая его судьба неизвестна.
Летом 2020 года Минпромторг провёл совещание с отечественными производителями приборов, которые должны блокировать зажигание автомобиля при выявлении алкоголя в выдохе водителя, по результатам которого заявил о создании к концу года концепции массового внедрения «алкозамков».

### Новая Зеландия
Закон об использовании алкозамков в стране был принят в августе 2012 года. В декабре того же года на автомобиль был установлен первый такой прибор.

### Швеция
Швеция стала первой европейской страной, опробовавшей алкозамки. С 2000 года алкозамки устанавливаются не только в машины водителей-нарушителей, но и в коммерческие грузовики, лидером в этом плане является Volvo: к 2020 году она планирует опционно ставить алкозамки во все свои автомобили. Первое в мире такси, оборудованное алкозамком, также появилось в Швеции в 1999 году.